# 吉奧羅尤鄉
44°42′N 23°50′E / 44.700°N 23.833°E
吉奧羅尤鄉（羅馬尼亞語：Comuna Ghioroiu, Vâlcea），是羅馬尼亞的鄉份，位於該國西南部，由沃爾恰縣負責管轄，處於布加勒斯特以西180公里，每年平均降雨量1,062毫米，海拔高度231米，2002年人口1,913。